# 万里小路宣房
万里小路 宣房（までのこうじ のぶふさ、正嘉2年〈1258年〉 - 貞和4年/正平3年〈1348年〉?）は、鎌倉時代中期から南北朝時代にかけての公卿。従三位・万里小路資通の子。官位は従一位・大納言。北畠親房・吉田定房と共に、後醍醐天皇の側近「後の三房」の一人に数えられる。主な業績は、後醍醐帝が鎌倉幕府討幕の疑いをかけられた正中の変（元亨4年〈1324年〉）において、鎌倉に後醍醐側の特使として派遣されて釈明を行い、主君の無罪判決を得たことである。建武政権では雑訴決断所頭人を務めた。しかし南北朝の内乱では後醍醐天皇が開いた南朝には合流せず、京都に残留したと見られている。日記史料に『万一記』がある。

## 経歴
父・資通が閑職にあったため、若年のうちは官職に恵まれなかった。大覚寺統の後二条天皇に属して、五位蔵人・弁官を経て蔵人頭・参議を歴任するが、徳治3年（1308年）の天皇崩御後に参議を辞す。
文保2年（1318年）大覚寺統の後醍醐天皇即位を機に、権中納言に復帰。正中元年（1324年）、後醍醐天皇が討幕計画を疑われた正中の変においては、自ら鎌倉へ赴いて天皇に対する弁明を行い、その後権大納言に昇進する。元徳3年（1331年）の元弘の変では、2人の息子（藤房・季房）が討幕に関与したとして六波羅探題に拘束されたが、翌年（1332年）4月には許されて、新帝である持明院統の光厳天皇の許に出仕するよう命じられた。
鎌倉幕府滅亡後の建武の新政下では、従一位に叙せられて雑訴決断所の頭人を務める。建武3年（1336年）1月には若年の千種忠顕と共に出家しており、新政への不満が集まる中での詰め腹を切らされたものと考えられている。後醍醐天皇に従って吉野に赴くこともなく、次男・季房の遺児仲房も京都に残ったため、それまで大覚寺統の重鎮であった万里小路家は以後持明院統（北朝）方について活動することになった。
その後の宣房の消息は明らかでないが、玄孫・時房の日記である『建内記』の文安4年（1447年）10月18日条に宣房の遠忌を修する記事が見えるので、貞和4年/正平3年（1348年）のこの日に没したと見られている。享年91。

## 人物
後世、後醍醐天皇の信頼が厚い賢臣として、同じく後醍醐天皇の近臣であった北畠親房・吉田定房と共に「後の三房」と並び称された。
また、日記として『万一記（万里小路一品記・宣房卿記）』を残しており、写本が断片的に現存している。日記を記すことは、当時の公家が政務を円滑に行い、子孫が家名を維持するために必要不可欠な行動であったが、閑職に終わった父・資通が日記を残していないので、万里小路家の公家としての諸規範は宣房に由来するものとされ、宣房は歴代の万里小路家当主の崇敬の対象となった。

## 略譜
※日付＝旧暦
| 和暦             | 西暦   | 月日     | 事柄                                                               |
| ---------------- | ------ | -------- | ------------------------------------------------------------------ |
| 正嘉2年          | 1258年 |          | 生誕。                                                             |
| 文永8年          | 1271年 | 1月5日   | 従五位下に叙位。                                                   |
| 文永11年         | 1274年 | 3月22日  | 兵部少輔に任官。                                                   |
| 文永11年         | 1274年 | 3月24日  | 兵部権少輔に転任。                                                 |
| 文永11年         | 1274年 | 12月1日  | 院評定衆に加えられる。                                             |
| 建治3年          | 1277年 | 1月29日  | 従五位上に昇叙。                                                   |
| 弘安2年          | 1279年 | 1月24日  | 越後介を兼任。                                                     |
| 弘安2年          | 1279年 | 10月23日 | 飛騨守を兼任、越後介を去る。                                       |
| 弘安6年          | 1283年 | 3月28日  | 正五位下に昇叙。時に名を宣房と名乗る。                             |
| 永仁6年          | 1298年 | 8月28日  | 春宮権大進に遷任（春宮は邦治親王：のち後二条天皇）。               |
| 正安元年         | 1299年 | 6月6日   | 春宮大進に転任。                                                   |
| 正安3年          | 1301年 | 1月21日  | 新帝（後二条天皇）昇殿。東宮の践祚に伴い春宮大進を止む。           |
| 正安3年          | 1301年 | 4月5日   | 五位蔵人に補任、兵部少輔を兼任。                                   |
| 正安4年          | 1302年 | 1月28日  | 右少弁に遷任、蔵人如元。                                           |
| 正安4年          | 1302年 | 8月28日  | 権右中弁に転任、蔵人如元。                                         |
| 正安4年          | 1302年 | 9月29日  | 従四位下に昇叙し、権右中弁如元。                                   |
| 正安4年          | 1302年 | 12月26日 | 従四位上に昇叙。                                                   |
| 正安4年          | 1302年 | 12月30日 | 大蔵卿を兼任。                                                     |
| 嘉元3年          | 1305年 | 3月8日   | 蔵人頭に補任、大蔵卿如元。                                         |
| 嘉元3年          | 1305年 | 3月18日  | 権右中弁を兼任。                                                   |
| 嘉元3年          | 1305年 | 4月5日   | 左中弁を兼任。                                                     |
| 嘉元3年          | 1305年 | 4月19日  | 修理左宮城使に補任。                                               |
| 嘉元3年          | 1305年 | 11月26日 | 参議に補任、大蔵卿如元。                                           |
| 嘉元4年          | 1306年 | 1月5日   | 正四位下に昇叙、参議・大蔵卿如元。                                 |
| 嘉元4年          | 1306年 | 3月30日  | 出雲権守を兼任。                                                   |
| 嘉元4年          | 1306年 | 7月6日   | 父・資通の薨去により服解。                                         |
| 嘉元4年          | 1306年 | 11月27日 | 弾正大弼を兼任。                                                   |
| 嘉元4年          | 1306年 | 12月12日 | 左大弁を兼任。                                                     |
| 徳治2年          | 1307年 | 3月2日   | 造東大寺長官に補任、参議・大蔵卿・左大弁・弾正大弼・出雲権守如元。 |
| 徳治2年          | 1307年 | 8月4日   | 大蔵卿を止む。                                                     |
| 徳治2年          | 1307年 | 11月1日  | 弾正大弼を止む。                                                   |
| 徳治3年          | 1308年 | 9月17日  | 参議・造東大寺長官を辞す、左大弁・出雲権守如元。                   |
| 徳治3年          | 1308年 | 11月14日 | 従三位に昇叙、出雲権守如元。                                       |
| 延慶3年          | 1310年 |          | 出雲権守を去る。                                                   |
| 文保2年          | 1318年 | 4月2日   | 正三位に昇叙。                                                     |
| 文保2年          | 1318年 | 12月3日  | 権中納言に任官。                                                   |
| 文保3年          | 1319年 | 3月9日   | 権中納言を辞任。                                                   |
| 文保3年          | 1319年 | 3月15日  | 従二位に昇叙、本座を許される。                                     |
| 文保3年          | 1319年 | 6月6日   | 大宰権帥に任官。                                                   |
| 元亨2年          | 1320年 | 1月3日   | 正二位に昇叙。                                                     |
| 元亨2年          | 1320年 | 3月3日   | 大宰権帥を去る。                                                   |
| 元亨2年          | 1320年 | 4月5日   | 権中納言に還任。                                                   |
| 正中元年         | 1324年 | 10月29日 | 権大納言に転任。                                                   |
| 正中2年          | 1325年 | 12月12日 | 帯剣を許される。                                                   |
| 正中3年          | 1326年 | 2月19日  | 権大納言を辞任。                                                   |
| 嘉暦3年          | 1328年 | 7月20日  | 権大納言に還任。                                                   |
| 嘉暦3年          | 1328年 | 9月10日  | 伊勢勅使に補任され、伊勢神宮に奉幣。                               |
| 嘉暦4年          | 1329年 | 6月28日  | 権大納言を辞任。                                                   |
| 元徳2年          | 1330年 | 10月21日 | 権大納言に還任。                                                   |
| 元弘元年         | 1331年 | 2月1日   | 大納言に遷任。                                                     |
| 元弘元年         | 1331年 | 8月25日  | 六波羅探題に拘束される。                                           |
| 元弘元年         | 1331年 | 10月12日 | 官爵停止により、大納言を辞任。                                     |
| 正慶元年/元弘2年 | 1332年 | 4月10日  | 光厳天皇より参朝を勅許される。                                     |
| 正慶2年/元弘3年  | 1333年 | 5月17日  | 大納言に還任。                                                     |
| 正慶2年/元弘3年  | 1333年 | 6月12日  | 按察使を兼任。                                                     |
| 建武元年         | 1334年 | 7月9日   | 大納言を辞任し、従一位に昇叙。                                     |
| 建武2年          | 1335年 | 4月7日   | 大納言に還任。                                                     |
| 建武2年          | 1335年 | 7月      | 大納言を辞任。                                                     |
| 建武3年/延元元年 | 1336年 | 1月      | 出家。                                                             |
| 貞和4年/正平3年  | 1348年 | 10月18日 | 薨去か。享年91。                                                   |

## 伝説
福岡県山川町（現・みやま市）には山川町が宣房（あるいは藤房）の終焉の地であるという伝説がある。真偽は不明だが、山門郡には万里小路村という村があった。

## 系譜
- 父：万里小路資通
- 母：八幡検校宗清の娘
- 妻：不詳
  - 男子：万里小路藤房（1296-1380?）
  - 男子：万里小路季房（?-1333）
  - 女子：土御門親賢室
  - 女子：中納言親実の室
  - 女子：菊池武士の母 - 菊池武時室